# 水泊站
水泊站位于中华人民共和国山东省青岛市即墨区鶴山东路，是青岛地铁11号线的地铁车站。2018年4月23日开通。

## 车站结构

#### 出入口
- ：站厅层东侧、鹤山东路北侧
- ：站厅层西侧、鹤山东路北侧